# Păcală
Păcală este un erou al snoavelor populare românești. 
Personajul este recunoscut pentru tratarea autorităților sătești (popa, boierul, judecătorul) cu îndrăzneală și ironie usturătoare.

## În literatură

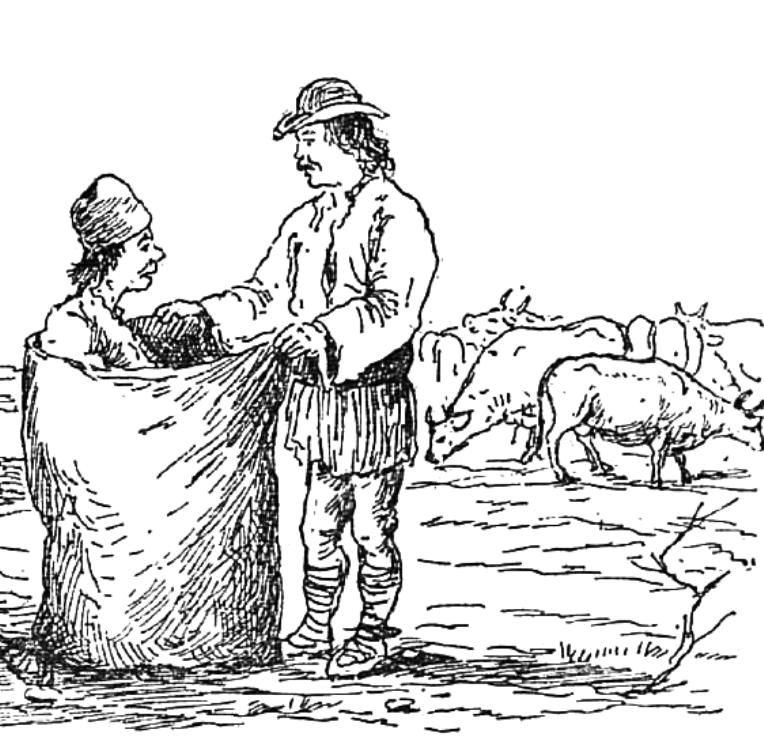
Păcală, condamnat la moarte prin înnecare, îl păcălește pe văcarul ignorant să îi ia locul în sac.
Imagine de Constantin Jiquidi</br>

Păcală este reprezentat ca un sătean inteligent, sincer, liber ca pasărea cerului, un justițiar iubitor de adevăr și dreptate, șugubăț și amuzant. Cu vorbele lui persuasive, făcând pe prostul și ascunzându-se sub o mască de naivitate și simplitate, el găsește ac de cojoc oricui. Păcală știe foarte bine cine este și care este rostul lui pe lume. Pentru el, lucrurile sunt foarte clare: nu suportă urâtul, prostia și nedreptatea. Folosind umorul, farsele și păcălelile, el îi pedepsește pe cei certați cu legile omeniei și îi altoiește zdravăn ca să-și învețe lecția și să n-o mai uite câte zile vor avea.
Păcală este însoțit, în unele peripeții, de un alt personaj comic, Tândală.
În folclor, poznele lui Păcală sunt reunite într-un ciclu de snoave, care stă la baza prelucrărilor ulterioare ale lui Petre Dulfu (Isprăvile lui Păcală). Și alți scriitori au scris despre el: Ion Creangă (Păcală), Ioan Slavici (Păcală în satul lui) etc. Fragmentul de mai jos este extras din snoava „Păcală”, de Ion Creangă.
„
Negustorul, privindu-l lung, zise în sine: Mă!... aista-i chiar Păcală.
— Dar cum te cheamă pe tine?
— Iaca!... ce mă întreabă. Mă cheamă ca pe oricare: vină-ncoace, ori vin-aici!
Negustorul începu a-și face cruce ca de naiba și iar îl întrebă:
— Dar cu chemarea împreună cum te mai strigă?
— Iaca așa: vino! u! mă! răspunse Păcală.
Negustorul începu atunci a râde și zise: ce prost!
”